# Monwane
Monwane is een dorp in het district Kweneng in Botswana. De plaats telt 513 inwoners (2011).